# Radhošť
Radhošť, pol. Radhoszcz (1129 m n.p.m.) – szczyt górski w Beskidzie Morawsko-Śląskim, według podań miejsce kultu Radogosta. Góra znajduje się 7 km od miasta Rožnov pod Radhoštěm, z którego prowadzi i kończy się na szczycie czerwony szlak. Z kolei z zachodu na wschód w kierunku przełęczy Pustevny przez górę Radegast prowadzi szlak niebieski.
Na szczycie znajduje się krzyż z 1805 roku, kaplica pw. św. Cyryla i Metodego wraz z towarzyszącymi rzeźbami obu świętych z lat 1896–1898 oraz 46-metrowy maszt telewizyjny. Ok. 300 m na południowy wschód od szczytu znajduje się hotel Radegast, a pomiędzy nim a szczytem placówka ratownictwa górskiego. Na szczyt prowadzi również wyciąg bezpodporowy. Niedaleko od wierzchołka znajduje się także wieża triangulacyjna.
Północne stoki góry objęte są od 1955 ochroną przyrody w postaci narodowego rezerwatu przyrody Radhošť.

## Galeria

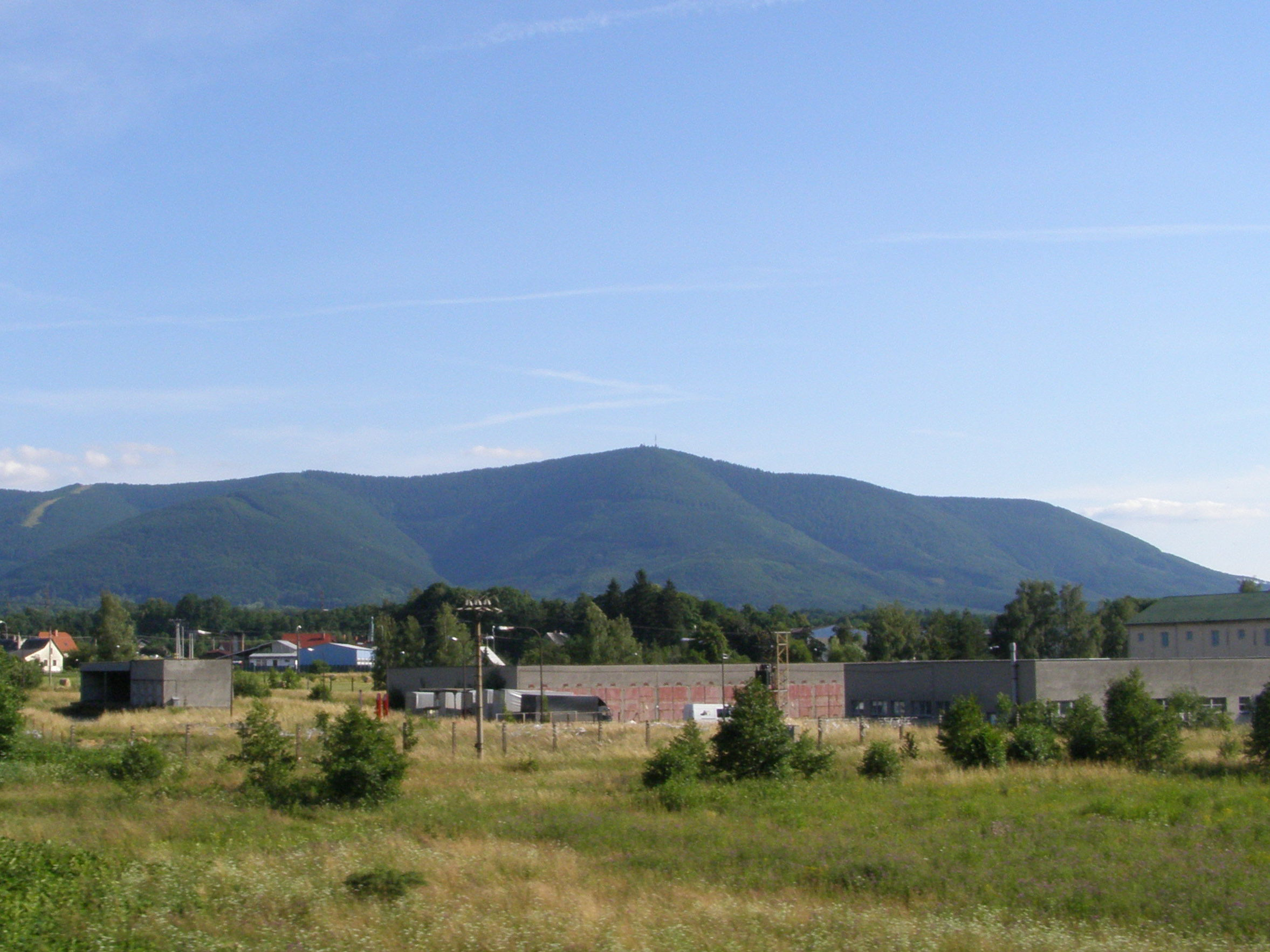
Masyw góry widziany z północnego zachodu (Frenštát pod Radhoštěm)
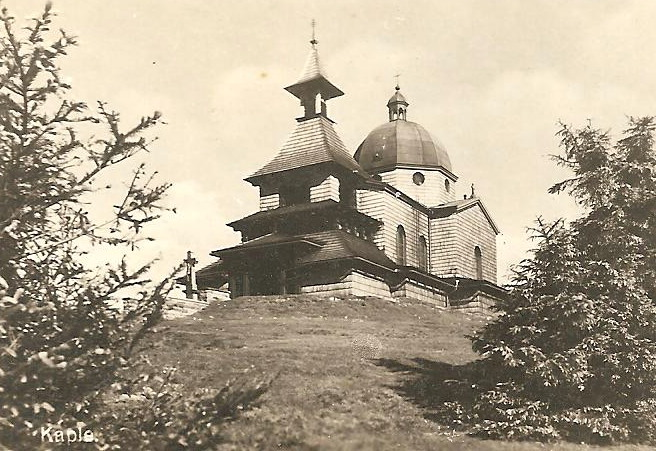
Kaplica pw. Świętych Cyryla i Metodego (karta pocztowa)
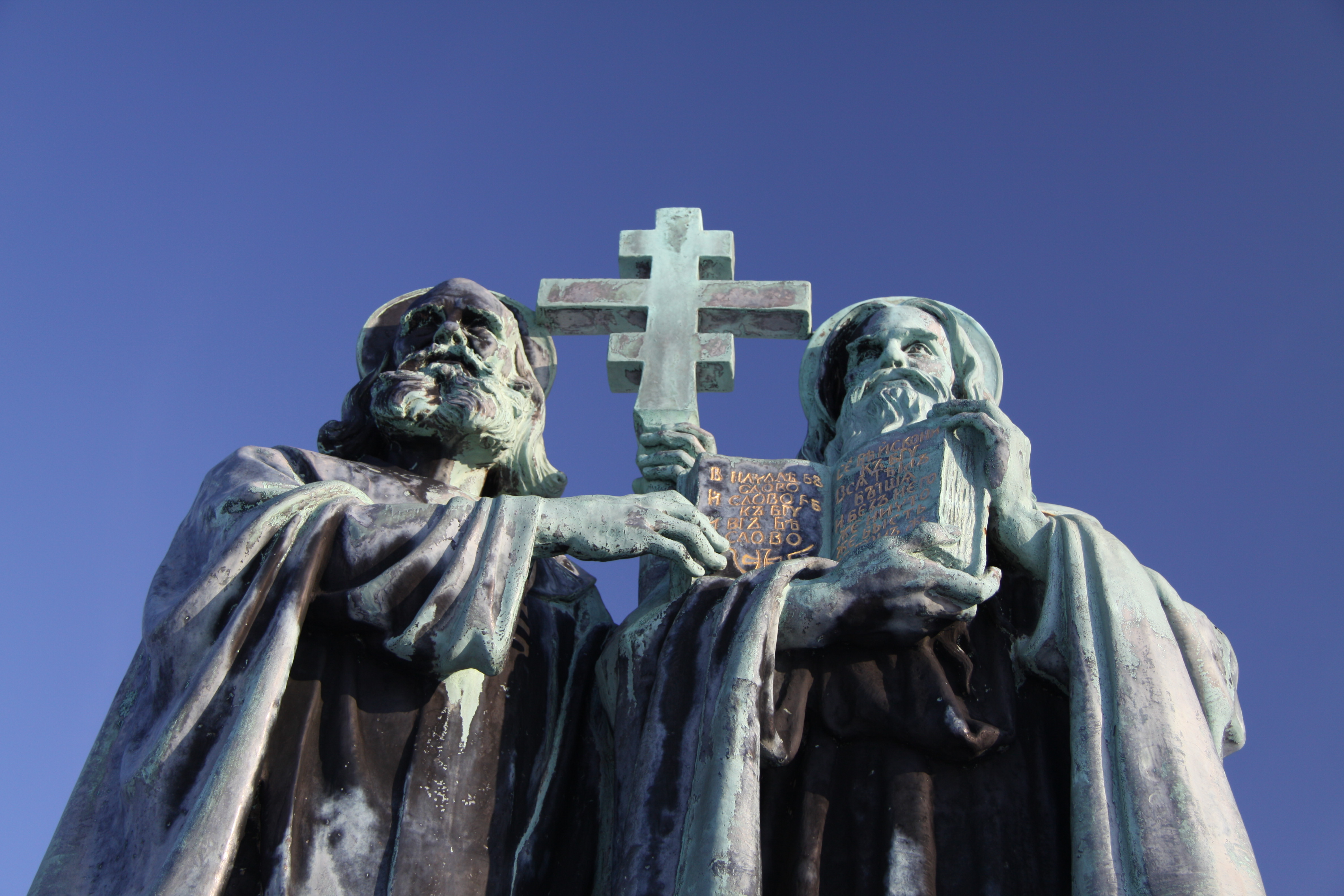
Pomnik świętych Cyryla i Metodego
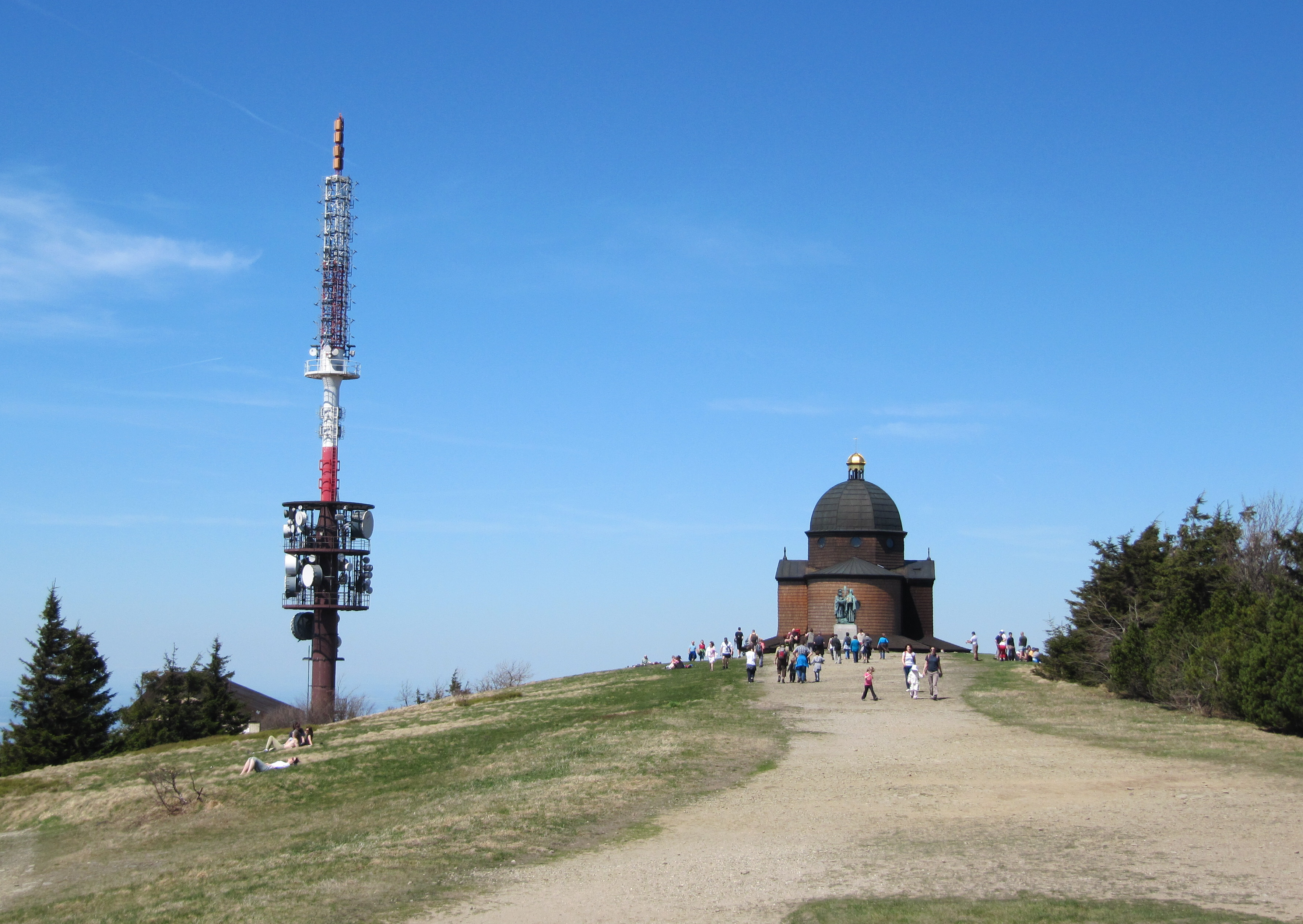
Maszt telewizyjny i kaplica
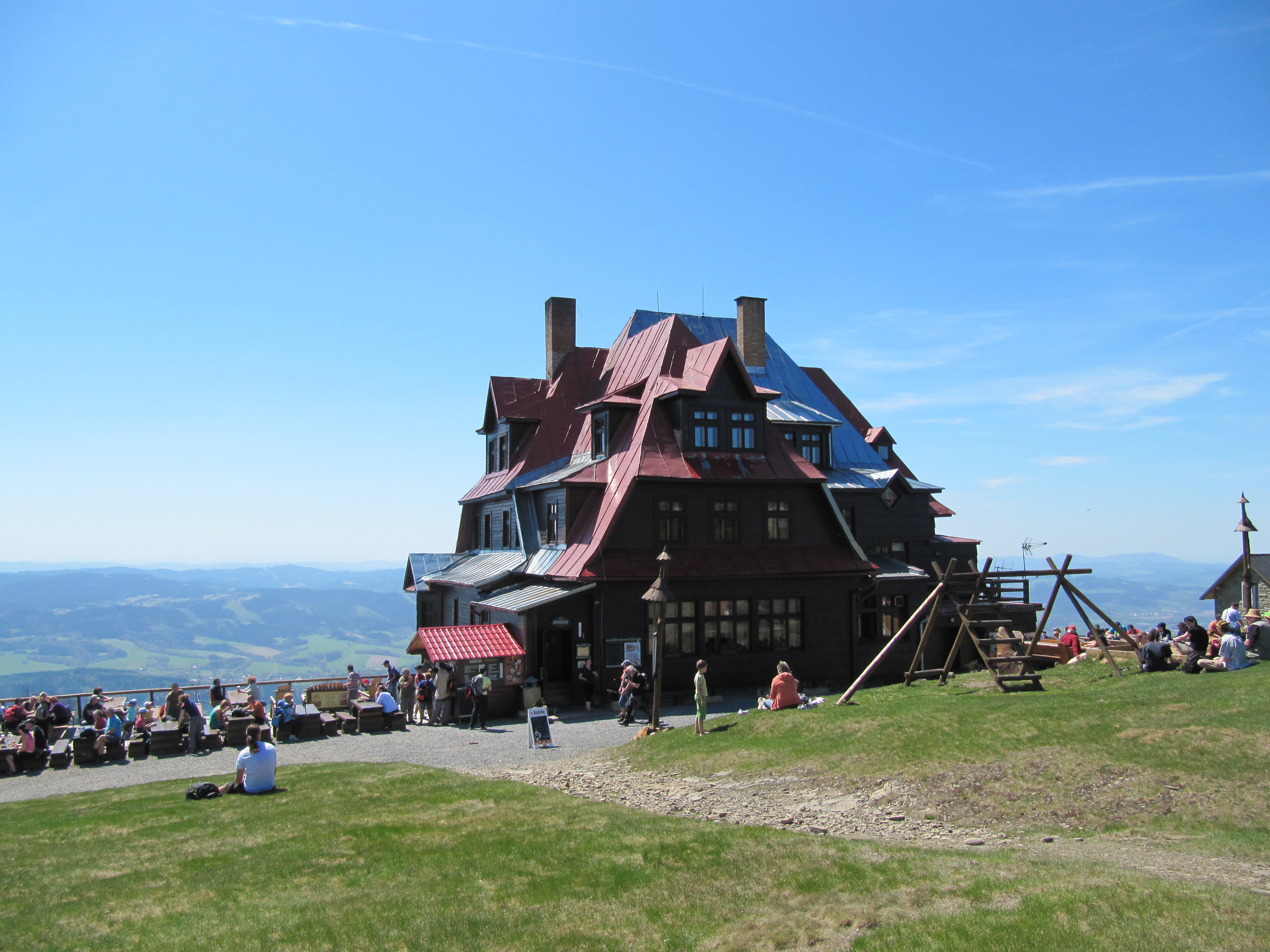
Hotel Radegast